# 今宵、フィッツジェラルド劇場で
『今宵、フィッツジェラルド劇場で』（原題: A Prairie Home Companion）は、2006年のアメリカ映画。打ち切りの決まったラジオの音楽番組の最後の公開生放送を、劇場の舞台裏とともに描いた群像劇。ロバート・アルトマン監督の遺作となった。
2006年2月の第56回ベルリン国際映画祭のコンペティション部門に選出された。アメリカでは2006年6月9日に760館で公開され、週末興行成績で初登場7位になった。日本では2007年3月3日に銀座テアトルシネマ、Bunkamura ル・シネマで公開された後、全国順次公開された。
なお、この映画で描かれているラジオ番組『プレーリー・ホーム・コンパニオン』は2015年まで放送された実在する番組である。（2016年に番組ホストがギャリソン・ケイラーからクリス・シーリになり、番組名がLive From Hereに変更された。）

## ストーリー
いつものようにフィッツジェラルド劇場で、ラジオ局WLTが放送する音楽番組『プレーリー・ホーム・コンパニオン』の収録が行われようとしていた。今夜がいつもと違うのは、今回の放送をもって30年以上続いたこの番組が終了してしまうことである。劇場が開場され、保安係のガイ・ノワールは向かいのダイナーから劇場に向かい、ジョンソン・ガールズのロンダとヨランダは、ヨランダの娘ローラを連れて楽屋に到着する。司会のギャリソンは、オンエア直前になっても、ギタリストとのおしゃべりをやめる気配をいっこうに見せず、ステージマネージャー助手のモリーをやきもきさせていた。そんななか、舞台の幕が上がり、とうとう最終回の放送が始まるのだった。

## キャスト
番組スタッフ
- ガイ・ノワール（保安係） - ケヴィン・クライン（吹替：大塚芳忠）
- アル（ステージマネージャー） - ティム・ラッセル
- モリー（ステージマネージャー助手、妊婦） - マーヤ・ルドルフ（吹替：加納千秋）
- ドナ（ヘアメイク担当） - スー・スコット
- エヴリン（サンドイッチ配膳係） - メアリールイーズ・バーク
- 効果音担当 - トム・キース（吹替：浦山迅）

番組出演者
- ギャリソン・キーラー（司会） - ギャリソン・キーラー（吹替：銀河万丈）
- ロンダ・ジョンソン（ジョンソン・ガールズ 姉） - リリー・トムリン（吹替：滝沢ロコ）
- ヨランダ・ジョンソン（ジョンソン・ガールズ 妹） - メリル・ストリープ（吹替：一城みゆ希）
- ローラ・ジョンソン（ヨランダの娘） - リンジー・ローハン（吹替：木下紗華）
- レフティ（カウボーイシンガー） - ジョン・C・ライリー（吹替：相沢正輝）
- ダスティ（カウボーイシンガー） - ウディ・ハレルソン（吹替：多田野曜平）
- チャック・エイカーズ（老シンガー） - L・Q・ジョーンズ（吹替：伊井篤史）
- ロビン・ウィリアムズ（ギタリスト） - ロビン・ウィリアムズ
- リンダ・ウィリアムス（ブルーグラス・デュオ ロビン＆リンダ・ウィリアムス） - リンダ・ウィリアムス
- ジェアリン・スティール（黒人女性歌手） - ジェアリン・スティール
- リチャード・ドヴォスキー（ピアニスト、バンドリーダー） - リチャード・ドヴォスキー

その他
- 白いトレンチコートの女 - ヴァージニア・マドセン（吹替：日野由利加）
- アックスマン（テキサスの企業重役） - トミー・リー・ジョーンズ（吹替：小林清志）

## 制作
撮影中、アルトマンの体調は悪く、監督代行役としてアルトマンを崇拝するポール・トーマス・アンダーソンが撮影に同行していた。

## ラジオ番組『プレーリー・ホーム・コンパニオン』について
『プレーリー・ホーム・コンパニオン』は、1974年に始まり現在も放送中の実在するラジオ番組である。フィッツジェラルド劇場 (Fitzgerald Theater) を本拠に放送しており、司会はギャリソン・キーラーが務めている。キーラーはこの映画の原案・脚本を担当し、司会役で映画初出演を果たした。また、私立探偵ガイ・ノワールやカウボーイのダスティ&レフティが主人公のドラマ劇が番組内で放送されている。なお、この番組は、日本でもAFN東京局のAMラジオ放送 (810kHz) で日曜午後4時から聴くことができる。